# Oliver Bozanic
Oliver John Bozanic (Sydney, 8 januari 1989) is een Australisch-Sloveens voormalig voetballer die doorgaans speelde als middenvelder. Tussen 2007 en 2023 was hij actief voor Reading, Woking, Cheltenham Town, Aldershot Town, Central Coast Mariners, FC Luzern, Melbourne Victory, Ventforet Kofu, Melbourne City, Heart of Midlothian, opnieuw Central Coast Mariners, Western Sydney Wanderers en Perth Glory. Bozanic maakte in 2013 zijn debuut in het Australisch voetbalelftal en kwam uiteindelijk tot zeven interlandoptredens.

## Clubcarrière
Bozanic speelde in de jeugdopleiding van Central Coast Mariners, maar verkaste in 2007 naar het Engelse Reading. Die club verhuurde hem achtereenvolgens aan Woking, Cheltenham Town en Aldershot Town, maar ondanks dat moest hij vertrekken in 2010. Hierop tekende de middenvelder opnieuw bij Central Coast Mariners, waarvoor hij uiteindelijk zeventig competitiewedstrijden zou spelen.
Op 14 juni 2013 vertrok Bozanic opnieuw naar Europa, waar hij voor twee jaar tekende bij FC Luzern in Zwitserland. Twee jaar later keerde de Australiër voor de tweede maal terug naar zijn vaderland, waar hij nu voor Melbourne Victory ging spelen. In maart 2017 verkaste hij naar Ventforet Kofu. Aan het einde van datzelfde kalenderjaar verliet de middenvelder de club weer. Ruim een maand later sloot de Australiër zich aan bij Pohang Steelers. Een week later ging die overgang niet door, vanwege mislukte onderhandelingen.
Een maand na deze mislukte onderhandelingen vond hij alsnog een nieuwe club, in Melbourne City. In juli 2018 tekende Bozanic een contract voor twee jaar bij Heart of Midlothian. Na zijn vertrek uit Schotland in juli 2020 zat Bozanic drie maanden zonder club, alvorens hij terugkeerde bij Central Coast Mariners. Medio 2022 nam Western Sydney Wanderers hem over met een contract voor twee jaar. In september 2023 huurde Perth Glory hem voor een half jaar.
Bozanic liet Western Sydney Wanderers in de zomer van 2024 definitief achter zich. In de maanden daarop vond hij geen nieuwe club, waarna hij in november besloot op vijfendertigjarige leeftijd een punt te zetten achter zijn actieve loopbaan.

## Interlandcarrière
Bozanic debuteerde in het Australisch voetbalelftal op 15 oktober 2013. Op die dag werd een vriendschappelijke wedstrijd tegen Canada met 0–3 gewonnen. De middenvelder begon op de bank en mocht van bondscoach Aurelio Vidmar in de tweede helft invallen voor Rhys Williams.
| Interlands van Oliver Bozanic voor Australië | Interlands van Oliver Bozanic voor Australië | Interlands van Oliver Bozanic voor Australië | Interlands van Oliver Bozanic voor Australië | Interlands van Oliver Bozanic voor Australië | Interlands van Oliver Bozanic voor Australië | Interlands van Oliver Bozanic voor Australië |
| №                                            | Datum                                        | Wedstrijd                                    | Uitslag                                      | Competitie                                   | Goals                                        |                                              |
| Als speler bij FC Luzern                     | Als speler bij FC Luzern                     | Als speler bij FC Luzern                     | Als speler bij FC Luzern                     | Als speler bij FC Luzern                     | Als speler bij FC Luzern                     | Als speler bij FC Luzern                     |
| -------------------------------------------- | -------------------------------------------- | -------------------------------------------- | -------------------------------------------- | -------------------------------------------- | -------------------------------------------- | -------------------------------------------- |
| 1                                            | 15 oktober 2013                              | Canada – Australië                           | 0 – 3                                        | Vriendschappelijk                            |                                              |                                              |
| 2                                            | 5 maart 2014                                 | Australië – Ecuador                          | 3 – 4                                        | Vriendschappelijk                            |                                              |                                              |
| 3                                            | 26 mei 2014                                  | Australië – Zuid-Afrika                      | 1 – 1                                        | Vriendschappelijk                            |                                              |                                              |
| 4                                            | 18 juni 2014                                 | Australië – Nederland                        | 2 – 3                                        | WK 2014                                      |                                              |                                              |
| 5                                            | 23 juni 2014                                 | Australië – Spanje                           | 0 – 3                                        | WK 2014                                      |                                              |                                              |
| 6                                            | 25 maart 2015                                | Duitsland – Australië                        | 2 – 2                                        | Vriendschappelijk                            |                                              |                                              |
| 7                                            | 30 maart 2015                                | Macedonië – Australië                        | 0 – 0                                        | Vriendschappelijk                            |                                              |                                              |

## Erelijst
| A-League | 1 | 2012/13 |